# Jefferson Airplane (album)
Albums de Jefferson Airplane
2400 Fulton Street
(1987) Jefferson Airplane Loves You
(1992)
Jefferson Airplane est le dernier album studio du groupe de rock de San Francisco Jefferson Airplane. Il est sorti en 1989, lors de son éphémère reformation avec tous les membres de l'incarnation « classique » du groupe (1967 – 1970), hormis le batteur Spencer Dryden.

## Titres
1. Planes (Experimental Aircraft) (Kantner) – 4:26
2. Freedom (Slick) – 4:54
3. Solidarity (Brecht, Balin, Cummings) – 5:08
4. Madeleine Street (Kantner, Balin) – 4:15
5. Ice Age (Kaukonen) – 4:16
6. Summer of Love (Balin) – 4:15
7. The Wheel (For Nora and Nicaragua) (Kantner) – 6:08
8. Common Market Mardrigal (Slick) – 2:46
9. True Love (Porcaro, Paich) – 3:43
10. Upfront Blues (Kaukonen) – 2:02
11. Now Is the Time (Slick) – 4:53
12. Too Many Years (Kaukonen) – 4:10
13. Panda (Slick) – 3:37

## Musiciens

### Jefferson Airplane
- Marty Balin : chant
- Jack Casady : basse
- Paul Kantner : chant, guitares
- Jorma Kaukonen : chant, guitares
- Grace Slick : chant, claviers

### Musiciens supplémentaires
- Kenny Aronoff (en) : batterie, percussions
- David Paich : claviers
- Michael Landau : guitares
- Nicky Hopkins : claviers
- Flo & Eddie (en) : chœurs
- Charles Judge : claviers
- Efrain Toro : percussions
- Peter Kaukonen (en) : guitares
- Mike Porcaro : basse
- Steve Porcaro : programmation des claviers